# Spaltfeh

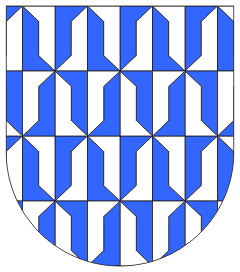
Spaltfeh

Die Spaltfeh ist in der Heraldik ein besonderes Heroldsbild. 
Sie wird auch als gespaltene Eisenhutfeh oder gespaltenes Eisenhütlein  bezeichnet. Hier werden im Wappenschild oder Feld als Eisenhütlein bezeichnete Hüte und die sich ergebenen Gegenhüte so geteilt, dass die eine Hälfte in Blau und die andere in Weiß, beziehungsweise Silber erscheint. Die Form des Eisenhütlein gehört zu den alten Heroldsbildern der Heraldik. Die Spaltfeh ist eine Variante des Heroldsbild Feh und reiht sich in die Formenreihe von Buntfeh, Wogenfeh, Pfahlfeh und Gegenfeh ein.